# Bob Carter
Pour les articles homonymes, voir Carter.
Bob Carter, dont le vrai nom est Robert Kalakahau, est un contrebassiste de jazz américain né le 11 février 1922.